# 埃克斯貝格湖
51°14′24″N 9°46′56″E / 51.24000°N 9.78222°E
埃克斯貝格湖（德語：Exbergsee），是德國的湖泊，位於該國中部，由黑森州負責管轄，處於大阿爾默羅德，長0.5公里、寬0.2公里，面積0.1平方公里，海拔高度439米，最大水深38米，湖岸線長度1.3公里。